# Leptopoecile elegans
Leptopoecile elegans е вид птица от семейство Aegithalidae.

## Разпространение
Видът е разпространен в Китай.